# Uromenus
Uromenus är ett släkte av insekter. Uromenus ingår i familjen vårtbitare.

## Bildgalleri

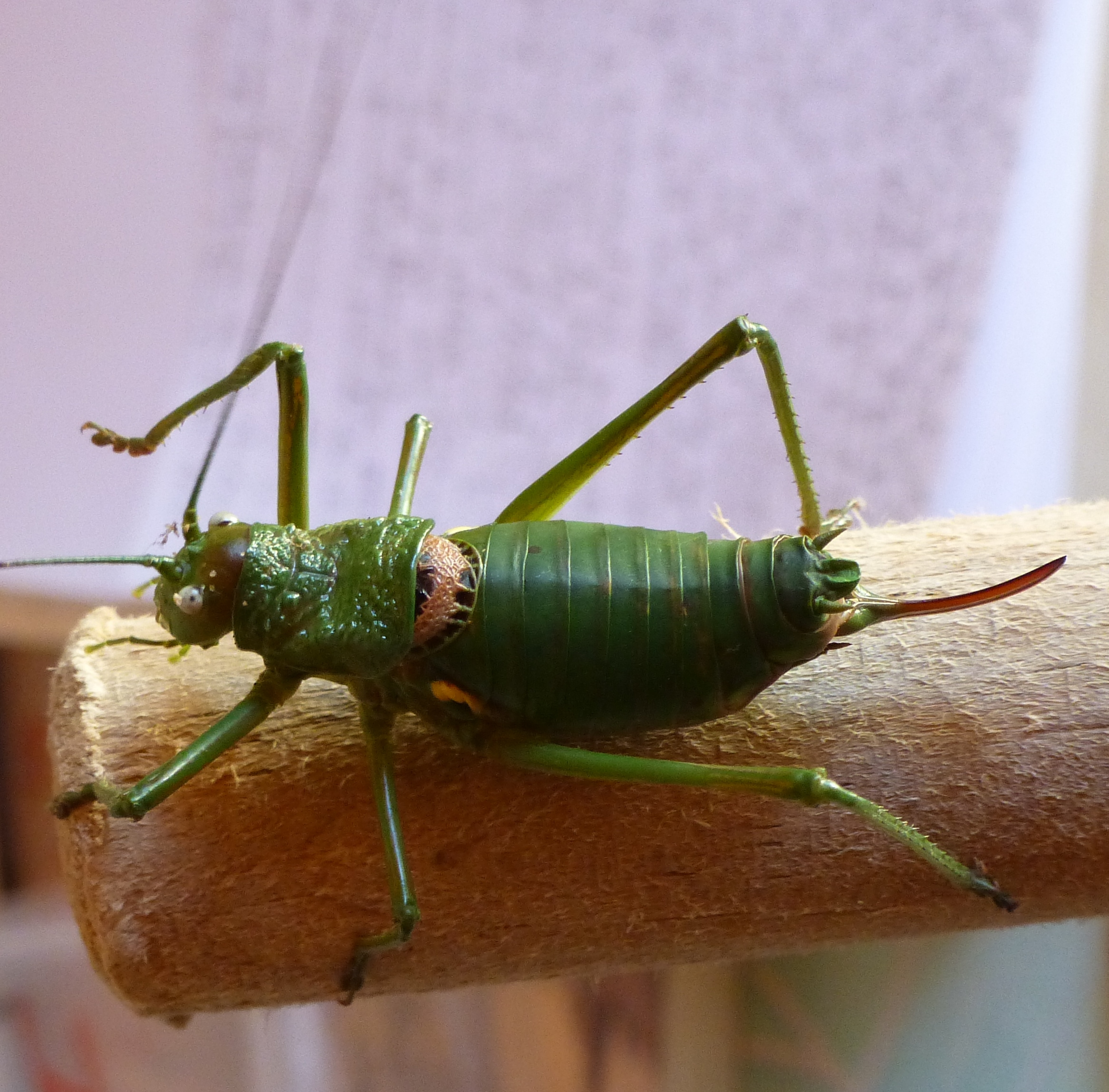
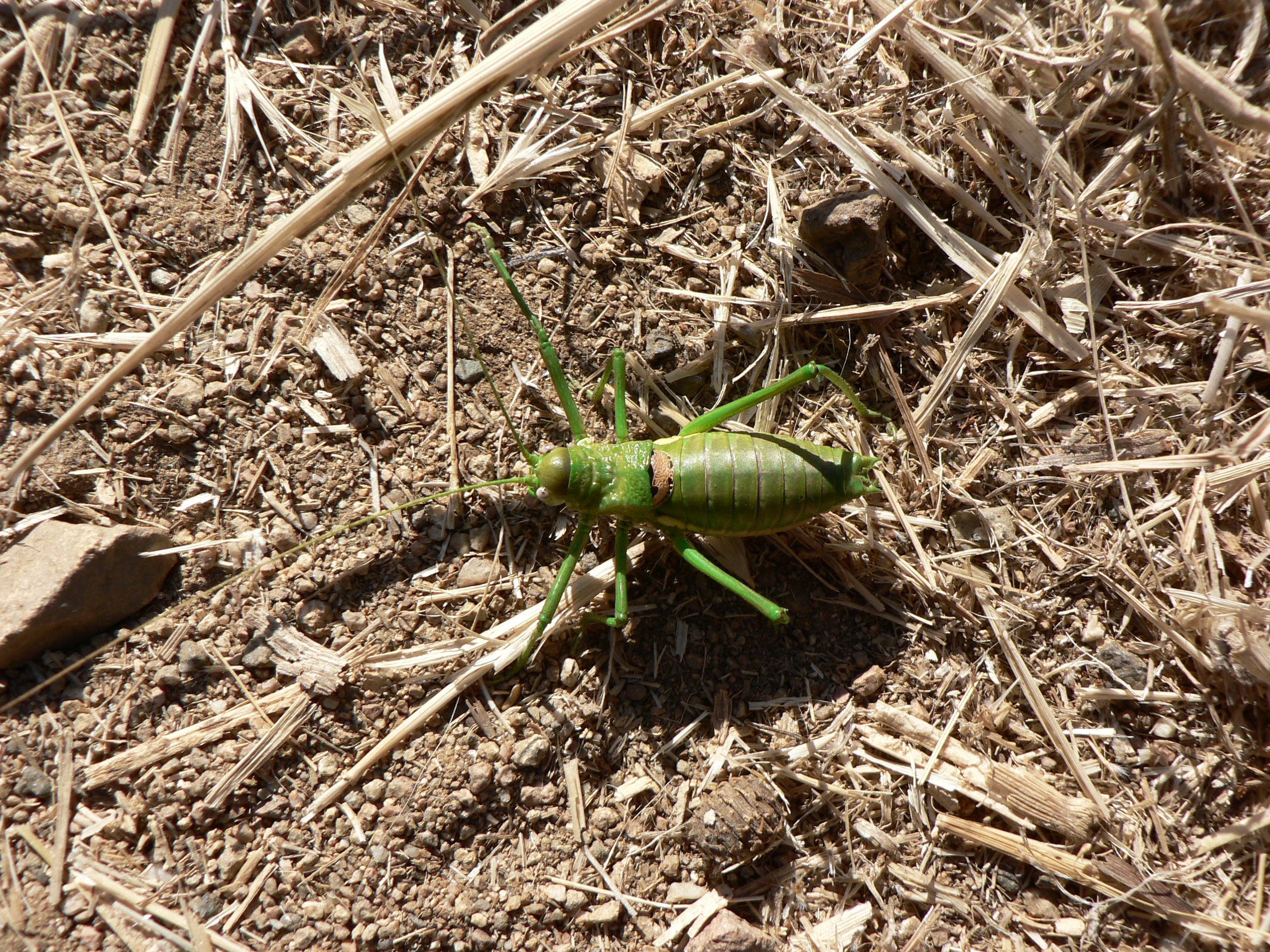
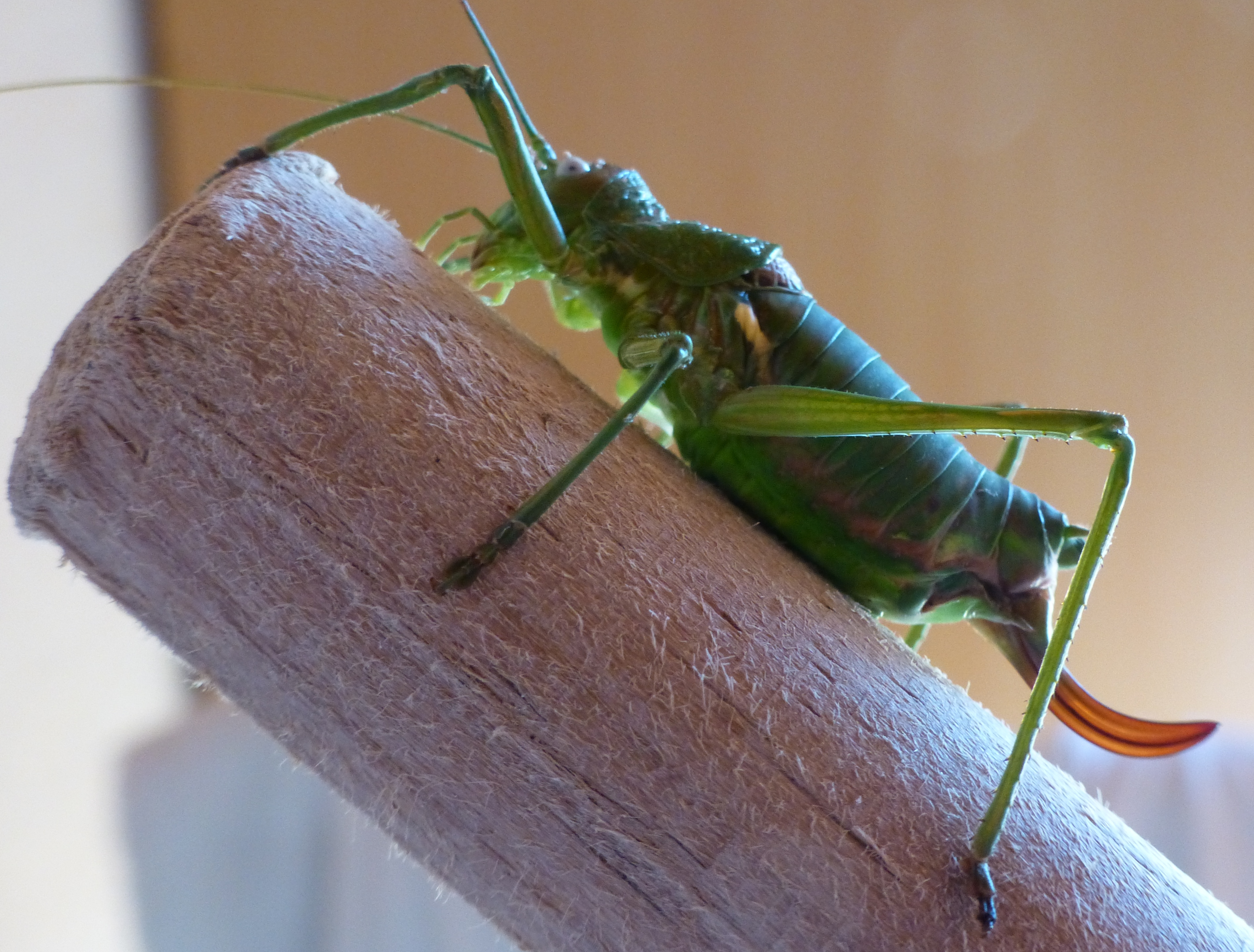

## Dottertaxa tillUromenus, i alfabetisk ordning[1]
- Uromenus agarenus
- Uromenus alhoceimae
- Uromenus angustelaminatus
- Uromenus antennatus
- Uromenus bonneti
- Uromenus bonnetti
- Uromenus brevicollis
- Uromenus catalaunicus
- Uromenus chamaeropis
- Uromenus compressicollis
- Uromenus costaticollis
- Uromenus dyrrhachiacus
- Uromenus elegans
- Uromenus finoti
- Uromenus foliaceus
- Uromenus galvagni
- Uromenus hastatus
- Uromenus laticollis
- Uromenus lecerfi
- Uromenus maroccanus
- Uromenus mauretanicus
- Uromenus melillae
- Uromenus ortegai
- Uromenus pasquieri
- Uromenus peraffinis
- Uromenus poncyi
- Uromenus rhombifer
- Uromenus riggioi
- Uromenus robustus
- Uromenus rugosicollis
- Uromenus silviae
- Uromenus tobboganensis
- Uromenus trochleatus
- Uromenus vaucherianus
- Uromenus vosseleri